# Középpontos oktaéderszámok

Haüy oktaéder-konstrukciója 129 kis kockából

A számelméletben a középpontos oktaéderszámok vagy Haüy-féle oktaéderszámok olyan középpontos poliéderszámok, illetve figurális számok, melyek olyan alakzatokat jellemeznek, ahol a középpontban egy gömb van, és azt sűrűn pakolt gömbökből összeálló, oktaéder alakú gömbrétegek veszik körül. A középpontos oktaéderszámok az így összeálló oktaéderben részt vevő gömbök számát reprezentálják. Az n-edik középpontos oktaéderszám {\displaystyle Ko_{n}} a következő képlettel állítható elő:
{\displaystyle Ko_{n}={(2n+1)\cdot (2n^{2}+2n+3)} \over 3}.
Az első néhány középpontos oktaéderszám:
1, 7, 25, 63, 129, 231, 377, 575, 833, 1159, 1561, 2047, 2625, 3303, 4089, 4991, 6017, 7175, 8473, 9919, 11521, 13287, 15225, 17343, 19649, 22151, 24857, 27775, 30913, 34279, 37881, 41727, 45825, 50183, 54809, 59711, 64897, 70375, 76153, 82239 … (A001845 sorozat az OEIS-ben)

## Tulajdonságai, alkalmazásai
A középpontos oktaéderszámok generátorfüggvénye:
{\displaystyle {\frac {(1+z)^{3}}{(1-z)^{4}}}.}
A középpontos oktaéderszámok rekurzív módon is előállíthatók:
{\displaystyle Ko(n)=Ko(n-1)+4n^{2}+2.}
Kiszámíthatók egymást követő oktaéderszámok összegeként is.